# Panzerwäldchen (Weimar)
Das Panzerwäldchen in Weimar bei der Falkenburg war eine 1794 angelegte Bepflanzung nördlich der Schanze, daher auch Schanzengraben, weshalb das Waldstück nördlich der Max-Liebermann-Straße bis 1919 auch Schanzenwäldchen hieß. Die ursprüngliche Bepflanzung der Alten Schanze erfolgte mit Laubholz. Der Boden war diesem aber nicht gedeihlich, sodass die Bepflanzung 1804 mit Fichten erfolgte.
Die ursprüngliche Aufgabe der Bepflanzung des Schanzenwäldchens oder Panzerwäldchens war es unter Maria Pawlowna, die Belvederer Allee vor den Westwinden zu schützen und zugleich die eintönigen Ackerfluren zu verdecken. Diese Aufgabe hatte auch das inzwischen nicht mehr vorhandene Fichtenwäldchen. Die Großherzogin bestritt die damit verbundenen Grundstücksankäufe aus der eigenen Schatulle.
Das Panzerwäldchen war lange Zeit unbebaut geblieben, obgleich es bereits 1898 als Bauplatz vorgesehen war. Eine Bebauung erfolgte erst 1986/87 mit dem Bauaushub für das Hotel Belvedere, dem heutigen Hotel Leonardo. Zwischenzeitlich war es das Hilton Hotel.